# Hacène Lalmas
Hacène Lalmas, également orthographié Ahcen Lalmas ou Hassan Lalmas, né le 12 mars 1943 à Bir Mourad Raïs près d'Alger et mort le 7 juillet 2018 à Alger, est un footballeur international algérien, qui évoluait au poste de meneur de jeu au Chabab Riadhi Belouizdad. Il était surnommé El Kebch (le bélier). 
Il compte 42 sélections en équipe nationale entre 1963 et 1974.

## Biographie
Issu d'une famille modeste  il se tourne très tôt vers le football. Après avoir débuté à l'OM Ruisseau, Lalmas a fait les beaux jours du CR Belcourt et de l'équipe nationale algérienne dans les années soixante. C'est en novembre 1964, lors du match Algérie-URSS (demi-finaliste de la coupe du monde qui venait de se jouer) qui se solda par un score nul de 2 à 2, que Lalmas se fit connaître en dominant le match et en marquant un beau but contre le meilleur gardien de but de tous les temps, Lev Yachine.
Il est considéré, avec Mustapha Dahleb,Boualem Amirouche, Abdelhamid Salhi, Rabah Madjer et Lakhdar Belloumi, les héros des Fennecs de la coupe du monde 1982 (et de la victoire face à la RFA), comme l'un des meilleurs footballeurs algériens de l'histoire.
Hacène Lalmas est, jusqu'à l'heure actuelle, le meilleur buteur du championnat avec 131 buts, il détient également le record de buts marqués en finale de Coupe d’Algérie (7 buts en 3 finales).
En 1993, un vote de plus de 350 techniciens, entraîneurs et joueurs algériens (organisé par l'hebdomadaire sportif Echibek) l'a consacré meilleur joueur algérien de tous les temps.
Hacène Lalmas se distinguait surtout par une très forte personnalité sur et en dehors du terrain. Meneur de jeu du grand CRB et finisseur hors pair, Lalmas, qui n'était qu'une étoile dans une constellation, était très respecté par ses adversaires et coéquipiers. Il a été l'un des rares joueurs à pouvoir inverser le résultat d'un match. Par exemple, lors de la saison 1969–1970, le Chabab, qui était invaincu, était mené à Sétif par 3 buts à 0 à la mi-temps. Hacène, qui n'était que remplaçant, entra alors en jeu. Finalement, le score fut de 3-3.
En disgrâce et désaccord avec les dirigeants du CRBelcourt au milieu de la saison 1972-73 Il a fini sa carrière de footballeur au club du NAHussein Dey en 1975 après avoir été entraineur joueur de l'équipe de l'USSanté , où il a joué pendant 8 mois.
Il meurt le 7 juillet 2018 à l'âge de 75 ans des suites d'une longue maladie. Le président algérien Bouteflika lui rendra hommage et affirmera que Hacène Lalmas était « l’un des piliers et le meilleur joueur du football algérien ».

## Statistiques Club
| Saison                | Club                  | Championnat           | Championnat | Championnat | Coupe(s) nationale(s) | Coupe(s) nationale(s) | Compétition(s) continentale(s) | Compétition(s) continentale(s) | Compétition(s) continentale(s) | Total | Total |
| Saison                | Club                  | Division              | M.          | B.          | M.                    | B.                    | Comp.                          | M.                             | B.                             | M.    | B.    |
| 1962-1963             | OM Ruisseau           | 1                     | 16          | 24          | 2                     | -                     | -                              | -                              | -                              | 18    | 24    |
| Sous-total            | Sous-total            | Sous-total            | 16          | 24          | -                     | -                     | -                              | -                              | -                              | 16    | 24    |
| 1963-1964             | CR Belcourt           | DH                    | 30          | 32          | -                     | -                     | -                              | -                              | -                              | 30    | 32    |
| 1964-1965             | CR Belcourt           | 1                     | 30          | 13          | -                     | 2                     | -                              | -                              | -                              | 30    | 15    |
| 1965-1966             | CR Belcourt           | 1                     | -           | 18          | -                     | +3                    | -                              | -                              | -                              | 0     | 21    |
| 1966-1967             | CR Belcourt           | 1                     | -           | 14          | -                     | -                     | -                              | -                              | -                              | 0     | 14    |
| 1967-1968             | CR Belcourt           | 1                     | -           | 0           | -                     | 4                     | -                              | -                              | -                              | 0     | 4     |
| 1968-1969             | CR Belcourt           | 1                     | -           | 13          | -                     | +5                    | -                              | -                              | -                              | 0     | 18    |
| 1969-1970             | CR Belcourt           | 1                     | -           | 18          | -                     | +2                    | C1+CMCC                        | 1+2                            | 2+0                            | 3     | 22    |
| 1970-1971             | CR Belcourt           | 1                     | -           | 10          | -                     | -                     | CMCC                           | 4                              | 2                              | 4     | 12    |
| 1971-1972             | CR Belcourt           | 1                     | -           | 10          | -                     | -                     | CMCC                           | 2                              | 0                              | 2     | 10    |
| 1972-1973             | CR Belcourt           | 1                     | -           | 1           | -                     | -                     | -                              | -                              | -                              | 0     | 1     |
| Sous-total            | Sous-total            | Sous-total            | -           | 107         | -                     | 21                    | -                              | 9                              | 4                              | 9     | 132   |
| 1973-1974             | USSanté               | 1                     | -           | -           | -                     | -                     | -                              | -                              | -                              | 0     | 0     |
| 1974-1975             | NA Hussein Dey        | 1                     | -           | -           | -                     | -                     | -                              | -                              | -                              | 0     | 0     |
| Sous-total            | Sous-total            | Sous-total            | -           | -           | -                     | -                     | -                              | -                              | -                              | 0     | 0     |
| Total sur la carrière | Total sur la carrière | Total sur la carrière | +200        | 153         | -                     | 21                    | -                              | -                              | 4                              | 200   | 178   |

## Palmarès

### Avec CR Belouizdad
- Championnat d'Algérie (4)
  - Champion : 1965, 1966, 1969, 1970.
  - Vice-champion : 1972

- Coupe d'Algérie (3)
  - Vainqueur : 1966, 1969, 1970.

- Coupe du Maghreb des Clubs champions (3)
  - Vainqueur : 1970, 1971 et 1972.
  - Finaliste : 1973.

## Récompenses personnelles
- Élu meilleur joueur algérien de tous les temps – après un sondage efféctué par l'hébdomadaire sportif Echibek en 1993 – il a été choisi après un vote de plus de 350 téchniciens, entraîneurs et joueurs algériens.
- Élu meilleur joueur algérien du siècle selon un sondage fait par le journal sportif algérien arabophone Echibek.
- Dans le meilleur onze maghrébin de tous les temps.
- Meilleur buteur de l'histoire du championnat d'Algérie avec 131 buts.
- Meilleur buteur du championnat d'Algérie en 1970 (18 buts) (CR Belcourt).
- Record de buts marqués dans un seul match avec 14 buts inscrits dans une seule partie.